# Manolo Poulot
Manolo Poulot Ramos (Guantánamo, 28 juni 1974) is een voormalig topjudoka uit Cuba, die zijn vaderland tweemaal vertegenwoordigde bij de Olympische Spelen: in 1996 (Atlanta) en 2000 (Sydney). Bij dat laatste toernooi won Poulot een bronzen medaille in de klasse tot 60 kilogram (extra-lichtgewicht), net als Aidyn Smagulov uit Kirgizië. Een jaar eerder veroverde hij de wereldtitel in dezelfde gewichtsklasse door in de finale de Japanner Kazuhiko Tokuno te verslaan.

## Erelijst

### Olympische Spelen
- – 2000 Sydney, Australië (– 60 kg)

### Wereldkampioenschappen
- – 1999 Birmingham, Verenigd Koninkrijk (– 60 kg)

### Pan-Amerikaanse Spelen
- – 1995 Mar del Plata, Argentinië (– 60 kg)
- – 1999 Winnipeg, Canada (– 60 kg)

### Pan-Amerikaanse kampioenschappen
- – 1994 Santiago, Chili (– 60 kg)
- – 1996 San Juan, Puerto Rico (– 60 kg)
- – 1997 Guadalajara, Mexico (– 60 kg)
- – 1998 Santo Domingo, Dominicaanse Republiek (– 66 kg)